# Flexion
In der Grammatik bezeichnet Flexion (lateinisch flexio ‚Biegung‘), deutsch auch Beugung oder (österreichisch) Biegung, eine Änderung in der Form eines Wortes zum Ausdruck seiner grammatischen Merkmale. Wenn ein Wort flektiert (gebeugt) wird, entsteht somit eine Wortform desselben Wortes, kein neues Wort (im Sinne von Lexem). Dies stellt den Unterschied zwischen Flexion und Wortbildung (Wortableitung und -zusammensetzung) dar. Die Flexion ändert daher nicht die Wortart, sondern nur hinzutretende grammatische Merkmale.
Solche Flexionsmerkmale sind im Deutschen: Person, Numerus, Tempus, Modus, Genus, Kasus, Stärkeflexion (bei Adjektiven) (umstritten ist, ob die Steigerung von Adjektiven auch noch als Flexion zählt). Die Markierungen für Flexion (Flexive) bestehen oft in angehängten Endungen (Affixen), aber manchmal auch in anderen Prozessen, die tiefer in die Gestalt eines Wortes eingreifen, z. B. Ablaut.
Flexionsformen sind typischerweise an bestimmte Wortarten gebunden und bringen grammatische Merkmale zum Ausdruck, die mit der jeweiligen Wortart verbunden sind, z. B. das Tempus beim Verb oder der Kasus beim Nomen. Eine typische Erscheinung ist dabei auch, dass Sprachen eine Wortart in Unterklassen (Flexionsklassen) aufteilen können, in denen ein bestimmtes Flexionsmerkmal mit jeweils verschieden lautenden Flexionsformen dargestellt wird (d. h. verschiedene Flexionsparadigmen zeigt). Im Gegensatz zu diesem Sprachtyp, dem auch das Deutsche angehört, gibt es auch Sprachen, in denen der Zusammenhang zwischen Wortart (des Wortstamms) und möglichen Flexionsformen locker ist; beispielsweise können in solchen Sprachen Prädikate gebildet werden, indem verbale Endungen an einen substantivischen (bzw. kategorielosen) Stamm angehängt werden. Ein klassisches Beispiel für solche Flexibilität ist die Sprache Tagalog.
Das Auftreten von Flexion wird durch grammatische Regeln gesteuert, zusätzlich können Flexionsmerkmale mehr oder weniger stark inhaltlich interpretierbar sein. Auch bei eher bedeutungshaltigen Kategorien wie etwa Numerus (Singular/Plural) wird die Interpretierbarkeit jedoch dadurch eingeschränkt, dass grammatische Regeln aus rein formalen Gründen ihr Auftreten erzwingen können.
Die Sprachen der Welt unterscheiden sich sehr stark darin, in welchem Ausmaß sie grammatische Merkmale durch Flexionsformen anzeigen. Der Begriff flektierende Sprache (oder eigentlich flektierender Sprachbau) bezeichnet Sprachen, die in hohem Maß bei Wörtern verschiedene Flexionsformen ausbilden, ist allerdings zusätzlich dadurch charakterisiert, dass diese in fusionierter Form ausgedrückt werden, also dass auch mehrere Merkmale durch ein einziges Affix und eventuell Veränderung des Stammes ausgedrückt werden, nicht durch eine längere Kette von Affixen. Gegenbegriffe zu „flektierende Sprache“ sind also sowohl isolierender Sprachbau (wo keine Flexionsmerkmale angezeigt werden, oder allenfalls durch eigenständige Wörter) als auch agglutinierender Sprachbau (der unter Umständen lange Ketten von Affixen statt einer einzigen Formabwandlung des Wortes vorsieht).

## Flexionsarten im Deutschen
Bei der grammatischen Definition werden die Arten der Flexion abhängig von der Wortart unterschieden.

### Deklination bei Substantiven
Substantive werden dekliniert nach Kasus und Numerus, das Genus ist fest.
Beispiel:
- das Haus, des Hauses, der Häuser

### Deklination bei Adjektiven
Adjektive werden dekliniert nach Genus, Kasus, Numerus und Komparation.
| Deklination      | Beispiel                                                         |
| ---------------- | ---------------------------------------------------------------- |
| nach Genus       | ein schneller, eine schnelle, ein schnelles                      |
| nach Kasus       | ein schneller, eines schnellen, einem schnellen, einen schnellen |
| nach Numerus     | ein schneller, zwei schnelle                                     |
| nach Komparation | ein schneller, ein schnellerer                                   |
Dabei lassen sich drei Arten der Flexion unterscheiden:
- schwache Deklination bei vorangestelltem bestimmtem Artikelwort, Beispiel: in der großen Runde, der alte Mann
- starke oder pronominale Deklination bei fehlendem oder flexionsendungslosem Artikelwort, Beispiel: in großer Runde, alter Mann
- gemischte Deklination bei vorangestelltem unbestimmtem Artikelwort, Beispiel: in einer großen Runde, ein alter Mann

### Konjugation bei Verben
Verben werden konjugiert nach Person, Numerus, Aspekt, Tempus und Modus.
Man unterscheidet bei Verben parallel dazu drei Arten der Flexion:
- schwache, äußere Flexion unter der Benutzung von Affixen (Präfixe, Suffixe, Infixe, Zirkumfixe)

Tempusflexion durch Anhängen von -{t}- an den Wortstamm im Präteritum (beispielsweise wie bei (ich) spiele – spielte, (ich) sage – sagte)
- starke, innere Flexion mit der Veränderung des Stammvokals beispielsweise durch  Ablaut wie bei (ich) singe – sang (Tempusflexion) und Umlaut wie bei (ich) fechte – (du) fichtst (Flexion nach der Person) und (ich) sang – sänge (Flexion des Modus).

- unregelmäßige (gemischte) Flexion mit weitergehender Veränderung des Wortstammvokals (Ablaut und Konsonantenwechsel) wie bei (ich) ziehe – zog und manchmal zusätzlich mit dem Tempusaffix wie bei (ich) bringe – brachte (Vokalwechsel, Konsonantenwechsel und Präteritumsuffix -{t}-) oder mit Suppletivformen wie bei (ich) bin – (du) bist – (er) ist, (ihr) seid, (wir, sie) sind, bei denen verschiedene Stämme im Flexionsparadigma enthalten sind (Suppletion).

## Kongruenz und Gruppenflexion
Die Zusammengehörigkeit von Wörtern oder Wortgruppen im Satz kann durch Kongruenz angezeigt werden. Im Deutschen ist dies vor allem die Kasus-, Numerus- und Genuskongruenz innerhalb eines Satzgliedes, die Numeruskongruenz zwischen Subjekt und Prädikat sowie die Numerus- und Genuskongruenz zwischen Bezugsnomen und Relativpronomen.
Beispiel: Wir sehen den kleinen Jungen. Der Satz weist eine Numeruskongruenz zwischen Subjekt und Prädikat auf, ferner eine Kasus-, Numerus- und Genuskongruenz im Objekt.
Agglutinierende Sprachen wie die Turksprachen drücken die Zusammengehörigkeit von (Adjektiv-)Attribut (auch Zahlwort und Demonstrativpronomen), nicht durch Kongruenz aus, sondern durch Gruppenflexion. Dabei werden die untergeordneten Attribute in ihrer unflektierten Grundform dem Nomen vorangestellt, wodurch sich eine Gruppe ergibt. Diese wird dann als Ganzes der Flexion unterworfen, das heißt, allein das mit Attributen versehene Nomen trägt Numerus- und Kasusmarker (Morpheme zur Markierung der Kasus).

## Agglutinierende und fusionierende Flexion
Der Ausdruck Flexion wird nicht nur für die Flexion im engeren Sinne (Fusion) verwendet, sondern er bezieht häufig auch die sogenannte Agglutination (grobe und leicht zerlegbare Anfügung von Affixen) mit ein. Daher ist die Bezeichnung „flektierende Sprache“ in vielen Fällen ein Synonym für eine synthetische Sprache.
- Flexion im Sinne von Fusion liegt dann vor, wenn Wortstämme verändert werden (flektierte Formen gebildet werden), um grammatische Kategorien auszudrücken.
- Agglutination verzichtet auf dieses Mittel weitgehend.

Damit kann eine Flexionsform zum Ausdruck grammatischer Kategorien auf zwei Weisen gebildet werden: durch Agglutination und Fusion (Verschmelzung von Morphemen). Man kann also agglutinierende und fusionierende Flexion unterscheiden.
Der Verschmelzungsgrad zwischen Wortstamm und Flexionsendung ist dabei verschieden. Während bei Agglutination die Flexionsendungen im Idealfall nur eine einzige Flexionskategorie darstellen, einfach an das Wort angehängt werden und daher leicht zerlegbar sind, ist das bei der Fusion nicht möglich.
Zur Erläuterung einige Beispiele aus der deutschen Sprache.
- Im Falle von Kind-er-n steht Kind für das Wort (Lexem), -{er} für den Plural und -{n} für den Dativ. Die Wortstruktur ist agglutinierend (aneinanderreihend): Die Bestandteile des Wortes beeinflussen sich in ihrer Form nicht gegenseitig. Würden alle Flexionsformen der Wörter des Deutschen so gebildet, wäre Deutsch eine agglutinierende Sprache. Dem ist aber nicht so.
- Viele Plurale werden anders gebildet, wie z. B. Vätern. Hier werden die gleichen Flexionsendungen benutzt wie bei Kindern; zugleich ändert sich aber der Vokal des Wortstamms. Dies ist nicht mehr agglutinierend, sondern ein Merkmal für Fusion.
- Hinzu kommen Fälle wie gäbe (3. Person Singular Konjunktiv im Präteritum). Hierbei steht -{e} für die 3. Person Singular; der Wechsel des Stammvokals -e- (in geb-en) zu -a- steht für Präteritum; der Wechsel von diesem -a-zu -ä- für den Konjunktiv. In -ä- kommen bei diesem Verb also mehrere grammatische Kategorien zugleich zum Ausdruck: Präteritum und Konjunktiv. Die Stammform gäb- steht also für das Wort + Präteritum + Konjunktiv. So etwas ist typisch für Fusion in der Flexion.

Fusion bedeutet zusätzlich, dass die Wahl zwischen den Allomorphen nicht nur durch die lautliche Umgebung bedingt ist. Im Fall der Plurale von Hund – Hunde und Mund – Münder sieht man, dass die Wortstämme fast die gleichen Laute enthalten; dennoch werden die Plurale verschieden gebildet. Das kann also nicht an der lautlichen Umgebung der Pluralendungen liegen und ist ein weiteres Kennzeichen von Fusion.
- Die schwachen Verben zeigen im Deutschen Züge der Agglutination: rett-et-e besteht aus einer Aneinanderreihung von unverändertem Wortstamm + Flexionsendung für Präteritum -{(e)t}- + Flexionsendung für Person/Numerus -{e}.

- Die entsprechende Form des starken Verbs laufen zeigt dagegen fusionierende Züge: (er) läuft – lief. Die Flexionsendung geht verloren und zusätzlich ändert sich der Stammvokal.

Insgesamt gesehen ist das Deutsche wie fast alle Sprachen eine Mischsprache, wenn man sich ansieht, mit welchen Mitteln die grammatischen Kategorien gebildet werden.
Der Flexion stehen die Komparation (= Steigerung) und die Derivation (= Ableitung), die der Bildung neuer Wörter dient, gegenüber. Bei der Derivation spielt die Fusion im Deutschen nur eine relativ geringe Rolle.

## Sprachen
Viele indogermanische Sprachen – z. B. Deutsch, Latein, Spanisch, slawische Sprachen, Hindi – haben einen flektierenden bzw. synthetischen Sprachbau. Innerhalb der semitischen Sprachen sind besonders in der klassischen arabischen Sprache sehr viele Flexionsformen erhalten geblieben.
Hingegen hat das gesprochene Französisch im Laufe der Jahrhunderte viele Flexionsformen verloren. Zwar werden diese in der Schriftform noch bewahrt, aber sie sind vom bloßen Hören nicht zu unterscheiden, zum Beispiel: il donne (er gibt) und ils donnent (sie geben), don (Gabe) und dons (Gaben).
Auch die englische Sprache hat in den letzten Jahrhunderten nahezu alle Flexionsformen aufgegeben, sie zeigt also einen analytischen Sprachaufbau. Dazu ein Vergleich der Konjugation des Verbs make in der mittelenglischen, frühneuenglischen und modernen Form:
| Mittelenglisch | Mittelenglisch | Frühneuenglisch | Frühneuenglisch | Neuenglisch | Neuenglisch |
| -------------- | -------------- | --------------- | --------------- | ----------- | ----------- |
| ich            | make           | I               | make            | I           | make        |
| þu             | makest         | thou            | makst           | you         | make        |
| he/she/it      | makeþ          | he/she/it       | maketh          | he/she/it   | makes       |
| we             | maken          | we              | make            | we          | make        |
| ȝe             | maken          | ye              | make            | you         | make        |
| þey            | maken          | they            | make            | they        | make        |

Im Kontrast zu flektierenden bzw. synthetischen Sprachen stehen analytische bzw. isolierende Sprachen.